# Карл Фредерик Мюнстербергский
Карл Фредерик Мюнстербергский (Карел Бедржих из Минстерберка, Карл Фридрих I фон Эльс-Мюнстерберг) (чеш. Karel Bedřich z Minstrberka, нем. Karl Friedrich I. von Oels und Münsterberg; 18 октября 1593, Олесница — 31 мая 1647, Олесница) — князь Олесницкий (1617—1647) и Берутувский (1639—1647). Титулярный герцог Мюнстербергский (князь Зембицкий) и граф Кладский.

## Биография
Представитель чешского аристократического рода панов из Подебрад. Четвертый сын Карла II Мюнстербергского (1545—1617), князя Олесницкого и Берутувского, от второго брака с Елизаветой Магдаленой (1562—1630), дочерью князя Георга II Бжегского.
В феврале 1617 года после смерти своего отца Карла II Мюнстербергского Карл Фредерик унаследовал Олесницкое княжество. Его старший брат Генрих Вацлав получил во владение Берутувское княжество (Бернштадт). В то же время братья Генрих Вацлав и Карл Фредерик унаследовали моравские поместья Штернберк и Евишовице.
В 1619 году Карл Фредерик возглавил посольство, которое от князей и сословий Силезии было отправлено в Прагу, чтобы пригласить новоизбранного короля Богемии Фридриха V Пфальцского совершить поездку во Вроцлав (Бреслау). В феврале 1620 года во время путешествия Фридриха Пфальцского во Вроцлав, князья Карл Фредерик и Генрих Вацлав приветствовали нового короля в северо-моравском городе Штернберк.
Для защиты свободы религии силезские князья Карл Фредерик Олесницкий, Иоганн Кристиан Бжегский и Георг Рудольф Легницкий, а также городской совет Вроцлава основали 9 августа 1633 года Лигу, которая находилась под защитой Саксонии, Бранденбурга и Швеции. После этого Карл Фредерик и его союзники лишились благосклонности императора Священной Римской империи. После заключения Пражского мира в 1635 году они вынуждены были загладить вину перед императором.
В августе 1639 года после смерти своего старшего брата Генриха Вацлава, Карл Фредерик унаследовал его титул и владения (Берутувское княжество).
31 мая 1647 года 53-летний князь олесницкий и берутувский Карл Фредерик скончался в Олеснице. Он был последним мужским потомком мюнстербергской линии чешской династии панов из Подебрад, правившей в Силезии. После его смерти Олесницкое княжество и моравское поместье Штернберк через брак его дочери Эльжбеты Марии с графом Сильвием Нимродом Вюртембергским перешли во владение Вюртембергского дома.

## Браки и дети
Карл Фредерик Мюнстербергский был дважды женат. 4 декабря 1618 года он женился первым браком на Анне Софии (26 февраля 1598 — 20 марта 1641), старшей дочери Фридриха Вильгельма I, герцога Саксен-Веймарского (1562—1602) от второго брака с Анной Марией Пфальц-Нойбургской (1575—1643). У супругов была единственная дочь:
- Эльжбета Мария (11 мая 1625, Олесница — 17 марта 1686, Олесница), муж с 1 мая 1647 года граф Сильвий Нимрод Вюртембергский-Вайльтингенский (1622—1664), князь Олесницкий (1647—1664).

2 декабря 1642 года Карл Фредерик вторично женился на Софии Магдалене (14 июня 1624 — 28 апреля 1660), младшей дочери князя Иоганна Кристиана Бжегского (1591—1639) от первого брака с Доротеей Сибиллой Бранденбургской (1590—1625). Второй брак был бездетным.